# Skákavka rákosní
Skákavka rákosní (Marpissa radiata) je druh pavouka z čeledi skákavkovití.

## Popis
Je to velká skákavka, samice dorůstají délky 8–10 mm, samci 6–7 mm (samotná hlavohruď je 3–4,5 mm dlouhá). Základní zbarvení je světle hnědé, někdy může být tmavší. Hlavohruď je mírně protáhlá, po stranách zaoblená a světle a červenohnědě skvrnitá se světlým ochlupením. Kolem předních očí se nachází oranžové chloupky, zejména u samic. Zadeček je výrazně protáhlý se dvěma výraznými podélnými tmavými proužky a podélnou oranžovou páskou uprostřed. U samců jsou patrné tři další hnědé nebo oranžové proužky. Nohy jsou šedohnědé nebo tmavě hnědé se žlutými tarzy. Konce makadel u samců rezavé, u samic jsou makadla světle ochlupená. Záměna je možná se samicí příbuzné skákavky sličné (Marpissa pomatia), od níž se dá jistě odlišit podle kopulačních orgánů, případně se skákavkou úzkou (Marpissa nivoyi), od které se liší velikostí předních nohou (u skákavky úzké jsou výrazně mohutnější než ostatní nohy), nebo se skákavkou velkou (Marpissa muscosa), od které se liší žlutým, černě lemovaným sternem.

## Rozšíření
Jedná se o palearktický druh s rozšířením v Evropě a Asii. Na severu zasahuje do Skandinávie, v severním Norsku se nevyskytuje. V České republice vzácný, hojnější v nižších oblastech.

## Ohrožení
Tento druh je v Červeném seznamu řazen jako téměř ohrožený, a to hlavně díky své vazbě na zachovalé mokřadní biotopy.

## Způsob života
Vyskytuje se od nížin do středních poloh. Obývá biotopy s porosty rákosu a ostřic, mokřady, vlhké louky a břehy rybníků a jiných stojatých vod. Buduje si na loňských latách rákosu (vzácně i jiných trav) nápadné pavučinové zámotky, do kterých samice ukrývá kokon s vajíčky. Mláďata se líhnou v létě a přezimují jako dospělci.

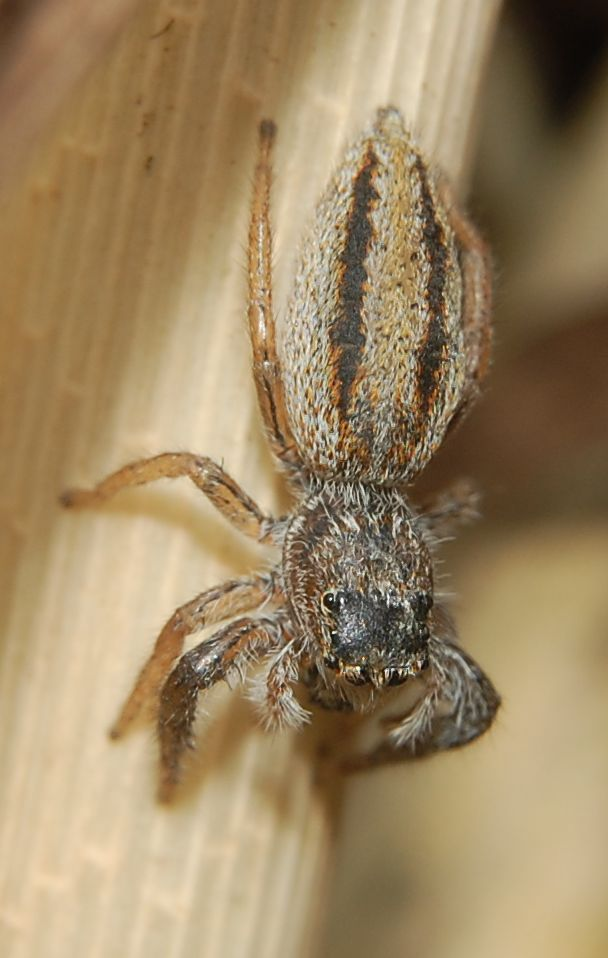
Samice skákavky rákosní